# Platysace ericoides
Platysace ericoides är en flockblommig växtart som först beskrevs av Franz e Wilhelm Sieber och Spreng., och fick sitt nu gällande namn av C.Norman. Platysace ericoides ingår i släktet Platysace och familjen flockblommiga växter. Inga underarter finns listade i Catalogue of Life.